# Lihme Sogn
 Ikke at forveksle med Lime Sogn.
Lihme Sogn er et sogn i Salling Provsti (Viborg Stift).
Lihme Sogn hørte til Rødding Herred i Viborg Amt (før 1970). Lihme sognekommune blev ved kommunalreformen i 1970 indlemmet i Spøttrup Kommune, som ved strukturreformen i 2007 indgik i Skive Kommune.
I Lihme Sogn ligger Lihme Kirke og hovedgården Kås.
I sognet findes følgende autoriserede stednavne:
- Dybdal (bebyggelse)
- Gyldendal (bebyggelse)
- Gårdsted (bebyggelse)
- Kås Hoved (areal)
- Kås Mark (bebyggelse)
- Kås Sø (vandareal)
- Lihme (bebyggelse, ejerlav)
- Nørhede Mark (bebyggelse)
- Sinding (bebyggelse, ejerlav)
- Smedemark (bebyggelse, ejerlav)
- Sønderhede (bebyggelse, ejerlav)
- Vadum (bebyggelse, ejerlav)
- Vadum Strand (bebyggelse)
- Vendal (bebyggelse)
- Vester Hærup (bebyggelse, ejerlav)
- Vester Hærup Strand (bebyggelse)
- Øster Hærup (bebyggelse, ejerlav)
- Øster Hærup Strand (bebyggelse)
- Ålbæk (bebyggelse, ejerlav)
- Ålbæk Strand (bebyggelse)